# Abrek Zaur
Abrek Zaur è un film del 1926, diretto da Boris Aleksandrovič Michin.

## Trama
Impero russo, XIX secolo.
Un ufficiale di un reparto di cavalleria ossèto maltratta un soldato originario di un aul caucasico. Zaur, un compaesano del soldato, corre in sua difesa, e, durante un alterco coll'ufficiale, lo colpisce uccidendolo involontariamente. Da allora Zaur viene bollato come un abrek, un fuorilegge che, secondo le autorità, è consentito uccidere a vista senza incorrere in sanzioni.
Zaur quindi prende rifugio sulle montagne antistanti il villaggio. La situazione è complicata dal fatto che il principe Kibirov, comandante cosacco, era stato in precedenza rifiutato da Fatima, la sorella di Zaur, che è promessa sposa del miglior amico dell'uomo, Martaza. Le comunità di villaggio, continuamente vessate dal malgoverno imperiale russo, prendono tacitamente le parti di Zaur, mentre si dà inizio ad una faida più o meno legale fra gli abrek e i cosacchi, incaricati di mantenere l'ordine zarista nella zona montuosa.
La casa di Zaur viene incendiata, e il villaggio viene multato per una somma improponibile. Il mercante Ibrahim, la cui figlia Sjuver è la fidanzata di Zaur, nega ogni aiuto finanziario, per cui le autorità requisiscono ai contadini locali un cavallo, indispensabile nella conduzione dell'attività agricola. Zaur, insieme ai compagni fuorilegge e con l'aiuto di Martaza, recupera il cavallo, poi dà inizio ad una serie di provocazioni ai danni della forza armata, il che apre la stura ad altre rappresaglie. Ibrahim, che aveva tentato di tradire Zaur, trova la morte, così come il capo della polizia; Fatima viene rapita da Kibirov, e poi liberata fortunosamente. Le azioni violente si moltiplicano, giungendo a scontri a fuoco.
La situazione richiede una consultazione al vertice del comando cosacco, nel corso della quale si decide di dare alle fiamme l'intero villaggio. Zaur, venuto a sapere della delibera, comunica col comando militare ed ottiene di venir giustiziato non per impiccagione, ma per fucilazione. Poi si costituisce. Le autorità non tengono fede alla parola data, e si prepara un patibolo con la forca per Zaur. L'ultima desiderio di Zaur è quello di ballare una lezginka con Martaza. Durante la danza i due amici riescono a sopraffare i soldati e si danno alla fuga. Ma Martaza è mortalmente ferito, e spira fra le braccia di Zaur, chiedendogli di vendicare la sua morte. Zaur penetra a casa di Kibirov e lo uccide. Poi si dà alla macchia sui monti.        